# 1384 w polityce

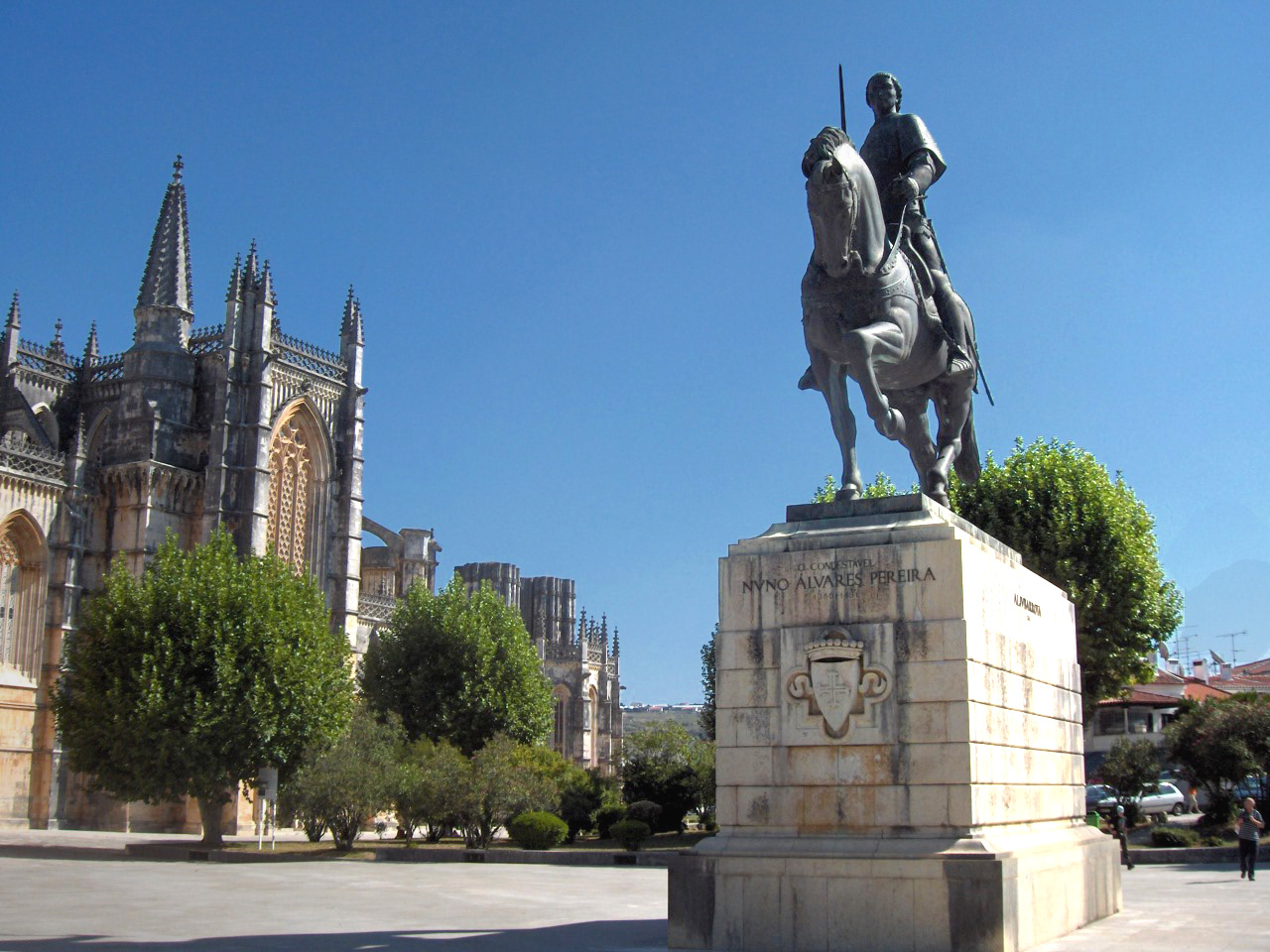
Pomnik Noniusza Álvaresa Pereiry, rycerza i świętego

Wydarzenia polityczne w 1384 roku.

## Wydarzenia
- 6 kwietnia bitwa pod Atoleiros. Portugalczycy dowodzeni przez Noniusza Álvaresa Pereirę[1] i następcę tronu, księcia Jana zwyciężają Kastylijczyków.
- 16 października Jadwiga Andegaweńska została koronowana na króla Polski[2].

## Urodzili się
- Jean de Villiers de L’Isle-Adam, marszałek Francji[3].

## Zmarli
- 31 grudnia John Wycliffe, angielski reformator religijny, pionier reformacji[4].